# Vittorio Bersezio

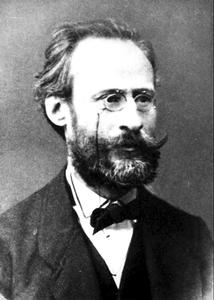
Vittorio Bersezio

Vittorio Bersezio (Peveragno, 1828 – Turín, 1900) fue un literato, dramaturgo, compositor, periodista, poeta en idioma piamontés y diputado italiano.

## Vida y obra
Inclinado a los estudios de jurisprudencia por el padre (Carlo Bersezio, un juez de tendencias liberales) frecuenta desde adolescente los círculos literarios de la capital sabauda. Comienza quinceañero con una primera obra teatral, Le male lingue (Las malas lenguas), que obtendrá posteriormente una discreta fortuna bajo el nuevo título de Una bolla di sapone (Milán, 1876). Su verdadero debut teatral ocurre en el teatro Carignano de Turín en la temporada 1852/53 con los dramas Pietro Micca y Romolo en los cuales los ideales patrióticos eran adaptados a los cánones clásicos del arte dramático.
Casi como una suerte de bajo continuo, su obra (por lo demás fuertemente deudora de influencias de más allá de los Alpes, de Alejandro Dumas a Víctor Hugo, Honoré de Balzac y Eugène Sue) y atravesada por una vena humorística y satírica. Asumiendo en 1854 la dirección del Fischietto, Bersezio funda el primer periódico humorístico ilustrado de Italia, obteniendo una cierta notoriedad.
La considerada como obra maestra de Bersezio es la comedia pequeño burguesa Le miserie 'd Monsù Travet (representada en Turín en el Teatro Alfieri el 4 de abril de 1863 por la compañía de G. Toselli) que tuvo en su época el elogio de Manzoni, mientras el nombre de su protagonista Travet o Travetti es incluido en el Diccionario de Petrocchi como sinónimo de «piccolo burocrate» («pequeño burócrata»), «impiegatuccio» («empleaducho») y fue incluso utilizado hasta los años 1970.
Notable ha sido también la actividad periodística de Bersezio, director del diario Gazzetta Piemontese -antepasado del diario turinés La Stampa- el cual incluye el semanal la Gazzetta letteraria.
Portavoz de la pequeña y media burguesía piamontesa, irritada entre otras cosas por el traslado de la capital italiana de Turín a Florencia, Bersezio participa activamente en la campaña dirigida desde su diario contra la Derecha y es elegido diputado de Cuneo por la Izquierda constitucional en la IX y X legislatura (1865-70). Promotor del gobierno de Agostino Depretis en marzo de 1876, se destacó dos años después, como opositor a los transformismos adoptados por la praxis política de su época. Después de 1878, junto con el pregresivo interés de su atención literaria por los ambientes típicos de las clases desheredadas, que le proporcionan el tema para ‘novelas sociales’ inspiradas en el naturalismo de Émile Zola, crece su sensibilidad con respecto a los problemas sociales y a los contrastes de clase conectadas con el ingreso a Turín del proceso de industrialización. Su convicción era sin embargo ‘liberal’ en el sentido en que, a su parecer, sólo un coherente desarrollo capitalístico e industrial habría representado ventajas concretas también para las «clases subalternas» poniendo las bases de una «gradual y ordenada redención social».
Lista de obras (con título en piamontés):
- La sedussion (1861)
- La beneficensa (1861)
- Le miserie 'd monsù Travet
- La violensa a l'ha sempre tòrt (1863)
- Cassa a la dòte
- Bastian contrari (1882)